# Rae (Estònia)
Rae és un vilatge de la parròquia de Rae, comtat de Harju, al nord d'Estònia. Es troba just al sud-est de la capital, Tallinn, i el 2010 tenia 602 habitants.
El casal de Rae, aleshores Johannishof, es va esmentar per primera vegada l'any 1390. Des del segle XVI va pertànyer a la caritat de Sant Joan i, més tard, va passar a ser propietat de l'ajuntament (en estonià: raad) de Tallinn. L'edifici principal, de pedra historicista i de planta única, es va construir a la dècada de 1850.
Rae està delimitada per la carretera Tallinn-Tartu (E263) al sud-oest i per la carretera de circumval·lació de Tallinn (núm. 11) al sud-est. La meitat nord-est del territori del poble, darrere del canal Vaskjala-Ülemiste, està ocupada pel pantà de Rae.

## Població[3]
| Any      | 1959 | 1970 | 1979 | 1989 | 1996 | 2003 | 2008 | 2009 |
| -------- | ---- | ---- | ---- | ---- | ---- | ---- | ---- | ---- |
| Població | 160  | 172  | 134  | 103  | 113  | 168  | 438  | 555  |

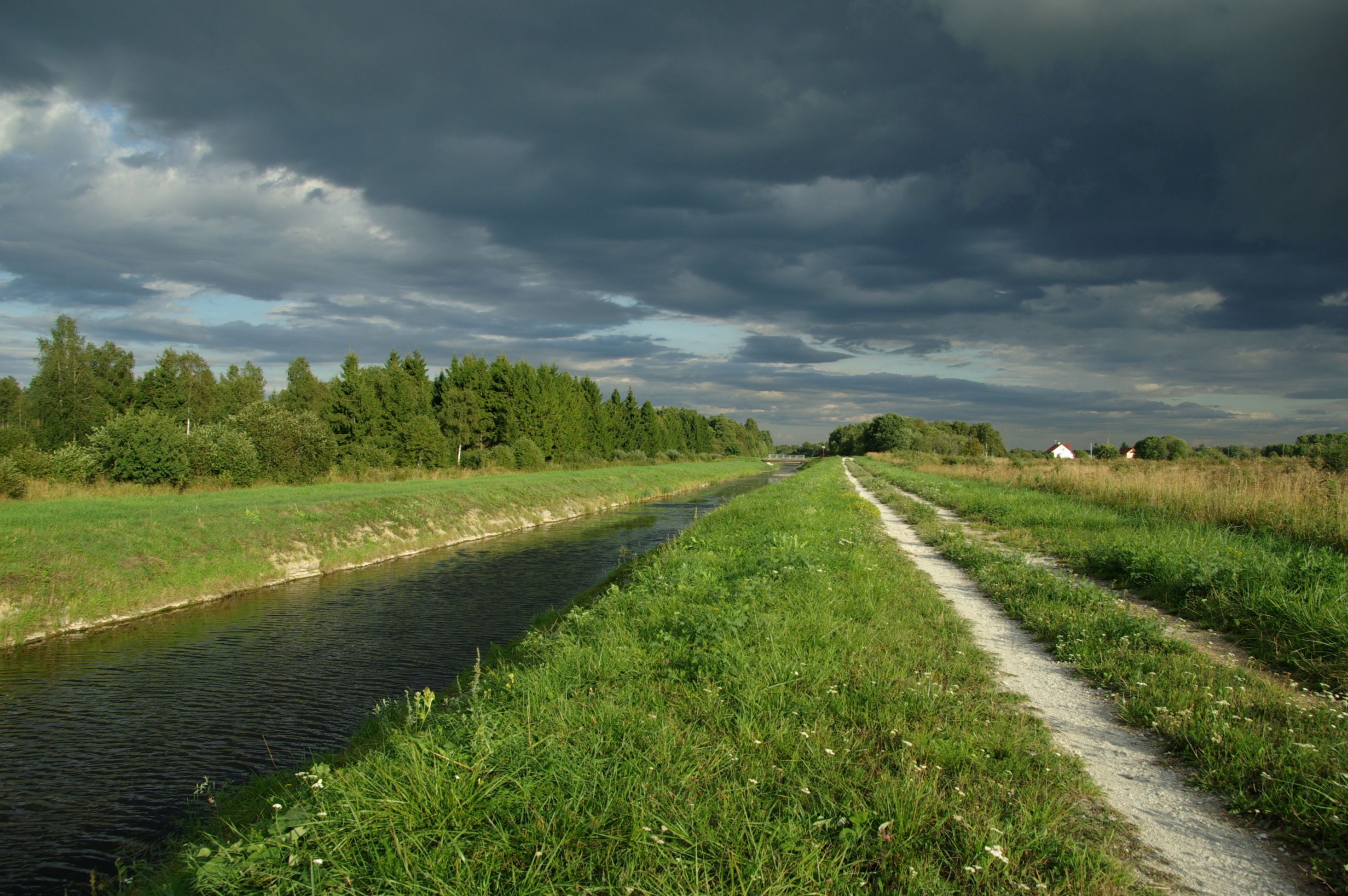
Canal Vaskjala–Ülemiste.